# Dicotomia
Una dicotomia és la divisió d'un concepte en 2 meitats oposades, que s'exclouen o alternen; com per ex., l'opció entre el bé i el mal a l'ètica. Els 2 termes es representen com A i no-A, on no-A és l'antònim conceptual d'A. La diferència amb l'antítesi o oposició és que aquesta només estudia la relació de contraris entre els 2 termes mentre que la dicotomia els engloba en una categoria major i els planteja com a alternatives.

## Dicotomies rellevants en la història del pensament
- Bé - Mal
- A priori - A posteriori
- Anàlisi - Síntesi
- Negre - Blanc
- Cos - Ànima (o ment)
- Occident - Orient
- Esquerra - Dreta (en política)
- Sagrat - Profà
- Yin i Yang
- Significant - Significat
- Subjecte - Objecte